# Fernheizwerk Inzersdorf
Das Fernheizwerk Inzersdorf, auch Fernheizwerk Wien-Süd, steht in Inzersdorf im 23. Wiener Gemeindebezirk Liesing.

## Geschichte
Das Fernheizwerk der Wien Energie wurde im Jahr 1995 nach den Plänen des Architekten Martin Kohlbauer errichtet und 1996 in Betrieb genommen. Es dient im Wiener Fernwärmenetz als Spitzen- und Reserveanlage, produziert ausschließlich Fernwärme, und ist üblicherweise zu den Spitzenverbrauchszeiten in den Wintermonaten in Betrieb. Das Fernheizwerk versorgt bis zu 70.000 Haushalte mit Raumwärme und Warmwasser.

## Heizwerk
Das Heizwerk besitzt eine thermische Nennleistung von 340 MW und besteht aus zwei Strahlungskesseln mit jeweils sechs kombinierten Gas-Öl-Brennern, die wahlweise mit Erdgas oder Heizöl extra leicht befeuert werden. Bei Lieferengpässen von Erdgas wird auf die Befeuerung mit Heizöl umgeschaltet. Zu diesem Zweck befindet sich am Gelände im Außenbereich ein eigener Heizölspeicher. Im Kraftwerkskomplex befinden sich auch die für den Betrieb des Fernwärmenetzes nötigen Netzpumpen. Der dafür nötige Eigenbedarf an elektrischer Energie wird von extern zugeführt.

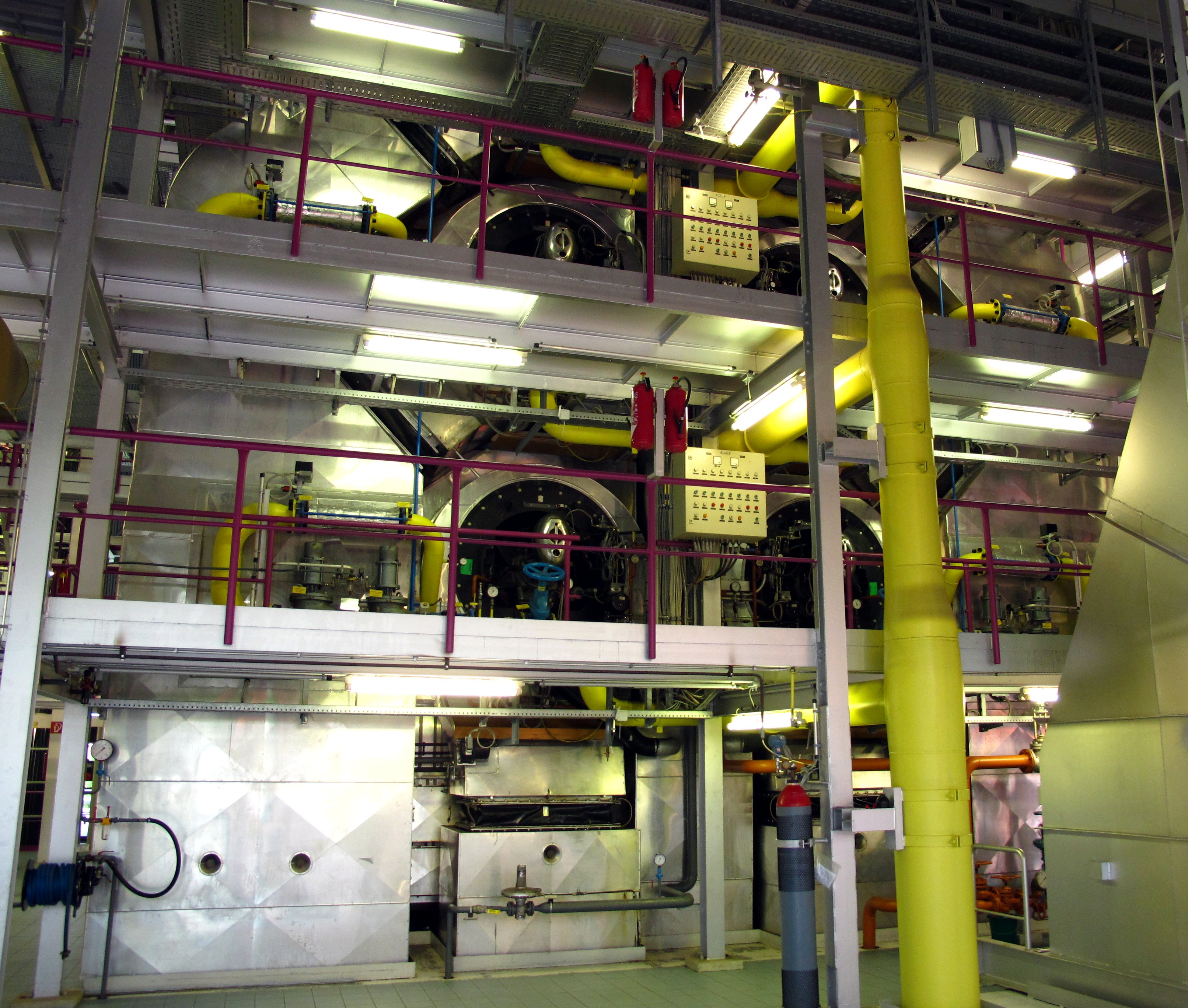
Strahlungskessel mit Gas-Öl-Brenner, zwei pro Ebene
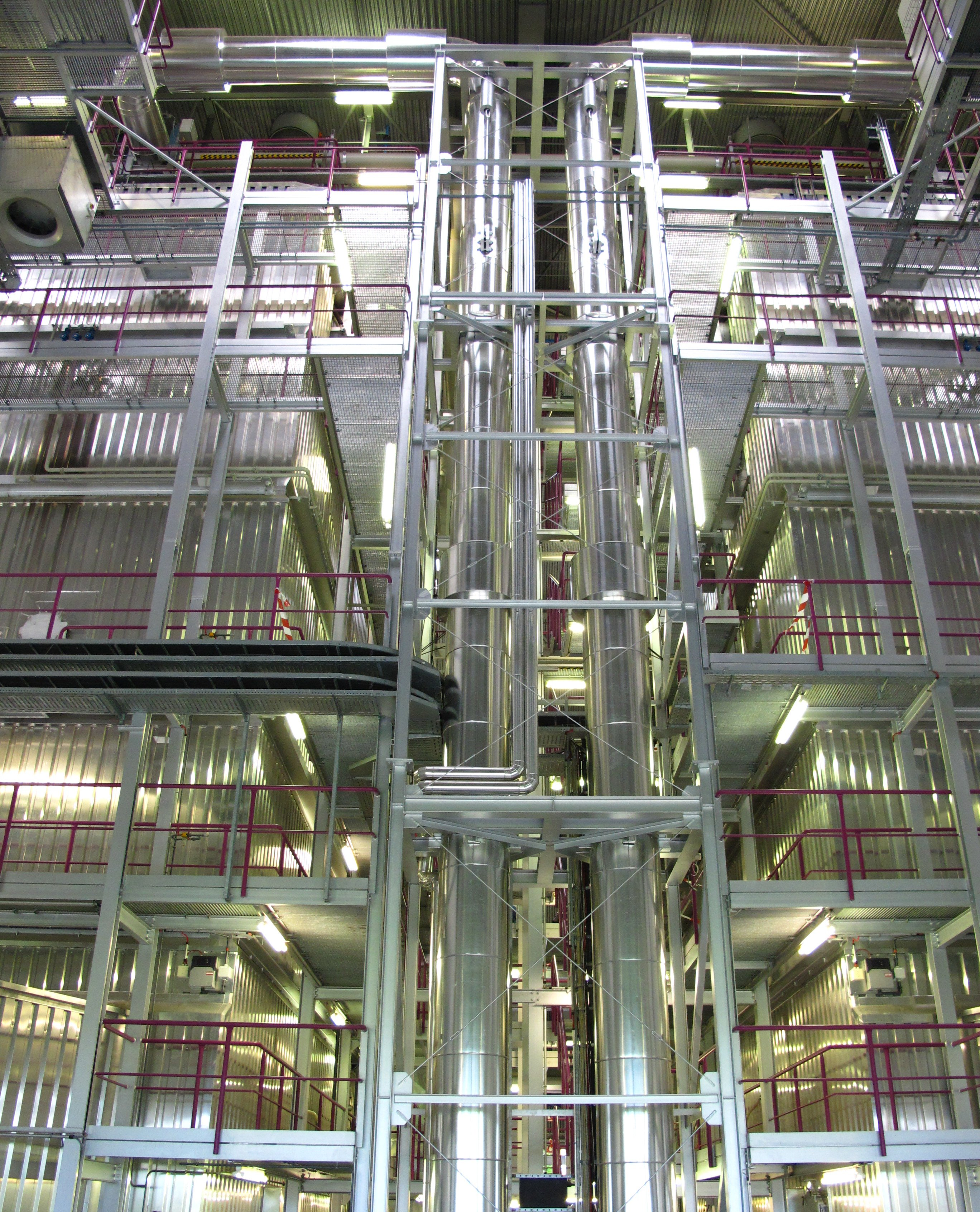
Wärmetauscher zwischen Heizkessel und dem Fernwärmesystem
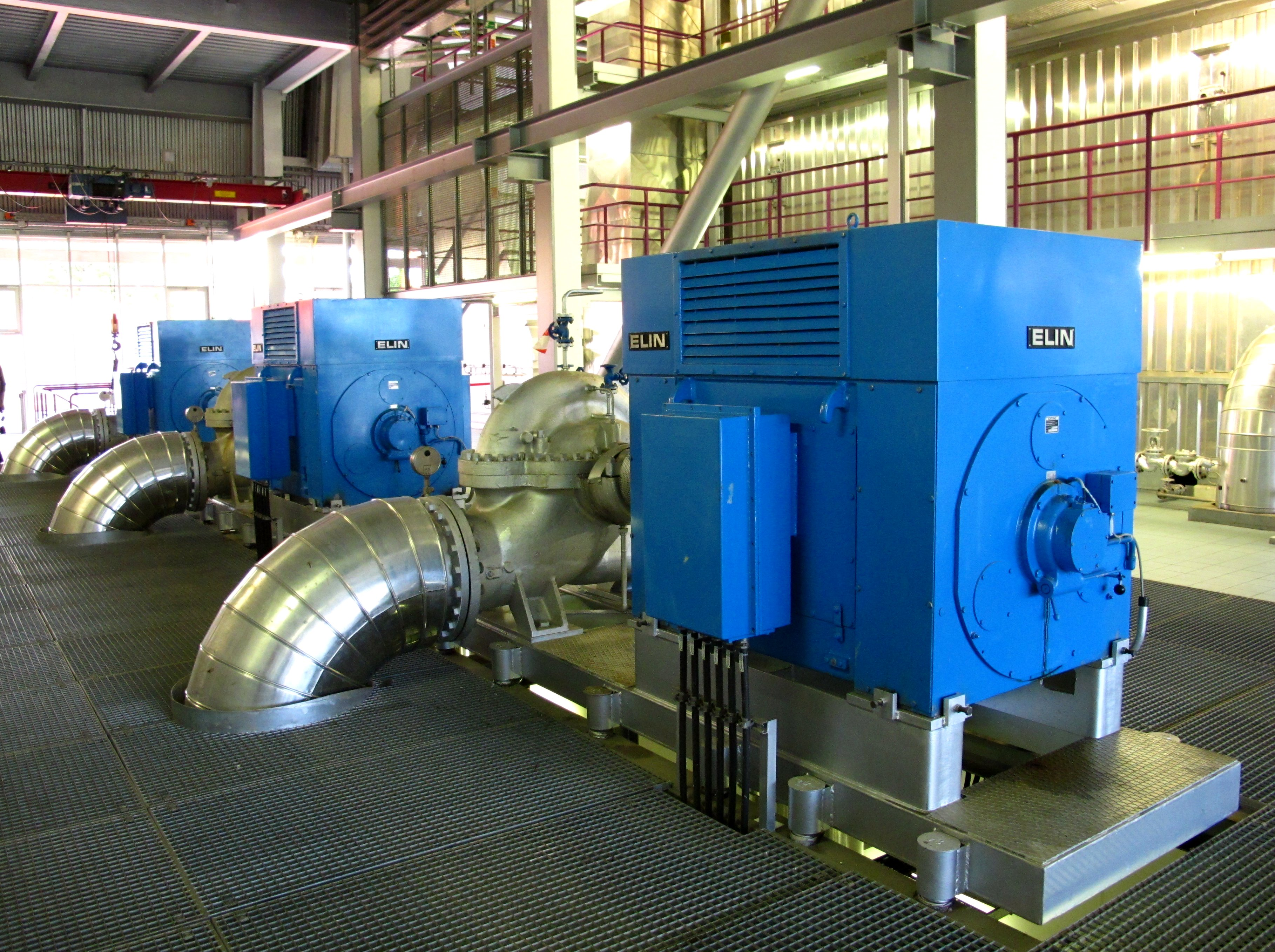
Drei Netzpumpen mit je 1 MW für den Abtransport der erzeugten Fernwärme

## Auszeichnungen
- Österreichischer Bauherrenpreis 1997